# Kathleen Karr
Pour les articles homonymes, voir Karr.
Kathleen Karr née Csere  le 21 avril 1946 et morte le 6 décembre 2017 est une autrice américaine de littérature jeunesse à thèmes historiques, la plupart sur l'histoire contemporaine des États-Unis.

## Famille et études
Kathleen Karr est née le 21 avril 1946 à Allentown, en Pennsylvanie et a grandi dans un élevage de poulets dans le canton de Weymouth, New Jersey. En 1968 elle est diplômée de l'Université catholique d'Amérique à Washington puis en 1971 obtient une maîtrise (master's degree) de littérature anglaise du Providence College à Providence.

## Carrière
En 1971, Kathleen Karr entre au nouveau American Film Institute à Washington. Après un an, elle travaille pour la chaîne de cinémas Circle Theatre jusqu'à la naissance de sa fille. Elle écrit son premier roman, Light of My Heart, en 1984. Lorsque ses jeunes enfants lui demandent d'écrire une histoire pour eux, elle s'exéctute puis publie son premier livre pour enfants, It Ain't Always Easy (1990), et a commence ainsi une carrière à plein temps dans la littérature jeunesse.
Dès 1992, l'École des Loisirs traduit en français certains ouvrages de Karr, en commençant par It Ain't Always Easy, sous le titre C'est la vie.
Dans son roman The Great Turkey Walk (La longue marche des dindes), elle décrit la transhumance des volailles en 1860 où un millier de dindes sont menées depuis Union, dans le Missouri jusqu'à Denver, Colorado, par un jeune adolescent Simon et ses deux amis. 
Elle écrit Gilbert and Sullivan Set Me Free sur une prison pour femmes, basé sur un événement historique survenu en 1914. Les détenues de la prison pour femmes de Sherborn, Massachusetts, préparent une représentation de l'opéra Les Pirates de Penzance . Dans son roman, l'aumônier de la prison utilise le pouvoir transformateur de la musique et du théâtre pour aider les détenues à s'amender et les rassembler dans une communauté unie.

## Décès
Kathleen Karr meurt le 6 décembre 2017 à Chicago, Illinois.

## Ouvrages
Sur les 25 ouvrages jeunesse de Kathleen Karr, six à ce jour ont été traduits en français, tous publiés par L'École des Loisirs depuis 1992.
- It Ain't Always Easy (1990) New York, hiver 1882. Jack et Mandy, deux jeunes enfants, doivent survivre par leurs propres moyens
  - Traduit par Christelle Bécant, C'est la vie, L'École des Loisirs, 1992
- Gone West - Destiny's Dreamers 1.
- The Promised Land - Destiny's Dreamers 2. (1993)
- Gideon and the Mummy Professor (1993), sur les bords du Mississipi en 1855, Gédéon en proie à un rival de son père égyptologue
  - Traduit par Raphaëlle Desplechin, Gédéon et le professeur de momie, L'École des Loisirs, 1995
- The Cave (1994), où Christine, 12 ans, découvre une grotte inexplorée sur l'exploitation de son père dans le Dakota du Sud
  - Traduit par Raphaël Fejtö, La Caverne, L'École des Loisirs, 1995
- In The Kaiser's Clutch (1995), la vie des jumeaux Dalton avec leur mère en 1918 après la mort de leur père à la guerre
- Oh, Those Harper Girls (1995), après la guerre de Sécession, au Texas, six filles pas commodes se battent pour sauver le ranch de leur père
  - Traduit par Hélène Misserly, Jeunes et dangereuses, L'École des Loisirs, 2001
- Spy in the Sky (1997), pendant la guerre de Sécession le jeune Ridley aide Thaddeus Lowe à fonder le Balloon Corps
- Go West, Young Women - The Petticoat Party, 1 (1997), la Conquête de l'Ouest par un groupe de femmes, vue par Phoebe, une fille de douze ans
- Phoebe's Folly - The Petticoat Party, 2 (1997)
- Oregon, Sweet Oregon - The Petticoat Party, 3 (1998), sur la piste de l'Oregon
- The Great Turkey Walk (1998), la transhumance d'un élevage de dindes menée par un adolescent en 1860 aux États-Unis
  - Traduit par Hélène Misserly, La longue marche des dindes, L'École des Loisirs, 2001
- Lighthouse Mermaid (1998), les aventures de Kate, la fille d'un gardien de phare, au secours de sirènes
- Gold Rush Phoebe - The Petticoat Party, 4 (1998), Phoebe prise dans la ruée vers l'or
- Man of the Family (1999), l'apprentissage de Istvan Csere, dix ans, auprès de son père dans leur élevage de poulets au New Jersey, très inspiré de l'enfance de l'autrice
- The Boxer (2000), sur la vie d'un apprenti boxeur de 15 ans à New York en 1885
- It Happened In the White House (2000), une collection d'anectodes qui se sont déroulées à la Maison-Blanche
- Skullduggery (2000), en 1839 un phrénologiste et son jeune assistant de 12 ans déterrent des squelettes pour récupérer des crânes
  - Traduit par Hélène Misserly, Prospecteurs de crânes,  L'École des Loisirs, 2002
- Playing With Fire (2001), une jeune fille prise dans le monde des médiums des années 1920 à New-York
- Bone Dry (2002), la suite de Skullduggery, à la recherche du tombeau d'Alexandre le Grand
- Gilbert & Sullivan Set Me Free (2003), sur l'arrivée de l'opéra dans une prison pour femmes en 1914
- The 7th Knot (2003), en 1896 deux jeunes Américains en vacance en Europe embarqués dans une enquête mystérieuse
- Exiled: Memoirs of a Camel (2004), les mémoires d'Ali, un chameau de l'United States Camel Corps traversant le désert texan en 1856
- Worlds Apart (2005), dans les Carolines de 1670 un jeune colon anglais se lie d'amitié avec un jeune Natif
- Mama Went to Jail for the Vote (2005), sur les suffragettes américaines au début du XXe siècle
- Born for Adventure (2007), où un jeune Anglais est envoyé au Congo sur les pas d'Henry Stanley en 1887
- Fortune's Fool (2008), la fuite d'un adolescent orphelin dans le Moyen Âge allemand

## Récompenses
En 2001, Kathleen Karr reçoit le Golden Kite Award (en) pour son roman jeunesse The Boxer.
En 2003, elle reçoit le prix Agatha pour The 7th Knot.

## Adaptations
Son roman La longue marche des dindes est adapté en bande dessinée par la dessinatrice Léonie Bischoff en 2022, publiée aux éditions Rue de Sèvres.
En janvier 2023, l'album obtient le Fauve Jeunesse au festival d'Angoulême.